# Pichia membranifaciens
Pichia membranifaciens är en svampart som först beskrevs av Emil Christian Hansen, och fick sitt nu gällande namn av Emil Christian Hansen 1904. Pichia membranifaciens ingår i släktet Pichia och familjen Pichiaceae.   Inga underarter finns listade i Catalogue of Life.